# Albrecht von Blumenthal
Albrecht von Blumenthal (* 10. August 1889 in Staffelde, Kreis Randow; † 28. März 1945 in Marburg) war ein deutscher Klassischer Philologe.

## Leben
Albrecht von Blumenthal stammte als Sohn des Rittmeisters Vally von Blumenthal und von Cornelia Kayser aus einem alten märkischen Adelsgeschlecht. Er studierte Klassische Philologie, teilweise als Rhodes Scholar am Lincoln College (University of Oxford) (1908–1909) und wurde 1913 an der Universität Halle mit der Dissertation Hellanicea: De Atlantiade promoviert. Am Ersten Weltkrieg nahm er fünf Jahre lang als Kriegsfreiwilliger teil. In der zweiten Schlacht in der Champagne geriet er in französische Kriegsgefangenschaft. Nach Kriegsende ging er an die Universität Jena und habilitierte sich hier 1922. In diesen Jahren veröffentlichte er Untersuchungen zu Aischylos, Archilochos und Hellanikos von Lesbos. Außerdem verfasste er seit 1927 Artikel für Paulys Realencyclopädie der classischen Altertumswissenschaft. 1928 wurde er in Jena zum außerordentlichen Professor ernannt. 1938 wurde er von der Universität Gießen zum persönlichen Ordinarius berufen, um den Lehrstuhl von Rudolf Herzog zu vertreten, 1940 wurde er zum Lehrstuhlinhaber ernannt. Blumenthal beantragte am 10. April 1940 die Aufnahme in die NSDAP und wurde zum 1. Juli desselben Jahres aufgenommen (Mitgliedsnummer 8.142.228). Zudem versah er das Amt des Dekans und vertrat ab dem Sommersemester 1943 zugleich den griechischen Lehrstuhl an der Philipps-Universität Marburg.
Albrecht von Blumenthal war zwischen 1912 und 1921 mit Wilhelmine (Billy) Hainsworth verheiratet. Das Paar hatte zwei gemeinsame Söhne, Werner (1914–2003, als Engländer Richard Arnold-Baker) und Wolfgang (1918–2009, als Engländer Charles Arnold-Baker). Im Februar 1945 floh Blumenthal vor der heranrückenden amerikanischen Armee nach Marburg und nahm sich dort am 28. März gemeinsam mit seiner zweiten Frau Erika geb. Schippel das Leben.
Albrecht von Blumenthal gehörte wie Woldemar Graf Uxkull-Gyllenband zum George-Kreis, in den er auch den Altertumswissenschaftler Alexander Schenk Graf von Stauffenberg und dessen Brüder Claus Schenk Graf von Stauffenberg und Berthold Schenk Graf von Stauffenberg einführte.